# Munidopsis tujisi
Munidopsis tujisi är en kräftdjursart som beskrevs av Ambler 1980. Munidopsis tujisi ingår i släktet Munidopsis och familjen trollhumrar. Inga underarter finns listade i Catalogue of Life.